# Diophila
Diophila là một chi bướm đêm thuộc họ Cosmopterigidae.